# Politique à Djibouti
La politique à Djibouti repose en premier lieu sur un système étatique de république semi-présidentielle. Le pouvoir exécutif de Djibouti est exercé par le gouvernement, dirigé par le président de la République, et le pouvoir législatif est partagé entre le gouvernement et l'Assemblée nationale.
La Constitution actuelle date de septembre 1992.
Le paysage politique est dominé par le Rassemblement populaire pour le progrès, conservateur, dont est issu le président Ismail Omar Guelleh. Il participe à l'Union pour la majorité présidentielle avec quatre autres partis. Les partis d'opposition sont autorisés, mais jusqu'à présent ils ont soit perdu, soit boycotté les élections.

## Pouvoir exécutif
Le président est élu pour cinq ans au suffrage universel direct. Chef du gouvernement, il nomme le gouvernement, composé du Premier ministre et des ministres, qui conseille et assiste le président devant qui il est responsable.
Le 11 mai 2016, le président de la République, a nommé Abdoulkader Kamil Mohamed Premier ministre de la république de Djibouti. Le lendemain, il a proclamé la composition du gouvernement.
| Fonction | Nom                              | Parti | Depuis       |
| --- | -------------------------------- | ----- | ------------ |
| Président | Ismail Omar Guelleh              | RPP   | 8 mai 1999   |
| Premier ministre | Abdoulkader Kamil Mohamed        | RPP   | 31 mars 2013 |
| Ministre de la Justice et des affaires pénitentiaires, chargé des droits de l'homme                                                               | Moumin Ahmed Cheikh              |       |              |
| Ministre auprès de la présidence chargé des investissements                                                                                       | Ali Guelleh Aboubaker            |       |              |
| Ministre des Affaires étrangères et de la coopération internationale, porte-parole du gouvernement                                                | Abdoulkader Houssein Omar        |       |              |
| Ministre de l'Économie et des finances chargé de l'industrie                                                                                      | Ilyas Moussa Dawaleh             |       |              |
| Ministre de l'Intérieur | Hassan Omar Mohamed Bourhan      |       |              |
| Ministre du Budget | Bodeh Ahmed Robleh               |       |              |
| Ministre de la Défense, chargé des relations avec le Parlement                                                                                    | Ali Hassan Bahdon                |       |              |
| Ministre de l'Équipement et des transports | Mohamed Abdoulkader Moussa Helem |       |              |
| Ministre de la Santé | Djama Elmi Okieh                 |       |              |
| Ministre de l'Éducation nationale et de la formation professionnelle                                                                              | Moustapha Mohamed Mahamoud       |       |              |
| Ministre de l'Enseignement supérieur et de la recherche                                                                                           | Nabil Mohamed Ahmed              |       |              |
| Ministre de la Communication, chargé des postes et des télécommunications                                                                         | Abdi Youssouf Sougueh            |       |              |
| Ministre de l'Agriculture, de l'eau, de la pêche, de l'élevage et des ressources halieutiques                                                     | Mohamed Ahmed Awa                |       |              |
| Ministre des Affaires musulmanes, de la culture, et des biens wakfs                                                                               | Moumin Hassan Barreh             |       |              |
| Ministre de l'Énergie, chargé des ressources naturelles                                                                                           | Yacin Houssein Bouh              |       |              |
| Ministre du Travail chargé de la réforme de l'administration                                                                                      | Hassan Idriss Samrieh            |       |              |
| Ministre de l'Habitat, de l'urbanisme et de l'environnement                                                                                       | Moussa Mohamed Ahmed             |       |              |
| Ministre de la Femme et de la famille | Moumina Houmed Hassan            |       |              |
| Ministre délégué auprès du ministre de l'Habitat, de l'urbanisme et de l'environnement, chargé du logement                                        | Amina Abdi Aden                  |       |              |
| Ministre délégué auprès du ministre de l'Économie et des finances chargé du commerce, des PME, de l'artisanat, du tourisme et de la formalisation | Hassan Houmed Ibrahim            |       |              |
| Ministre délégué auprès du ministre de l'Intérieur chargé de la décentralisation                                                                  | Hamadou Mohamed Aramis           |       |              |
| Secrétaire d'État chargé des Affaires sociales | Mouna Osman Aden                 |       |              |
| Secrétaire d'État à la Jeunesse et aux sports | Hassan Mohamed Kamil             |       |              |

En 2016, le gouvernement comprend trois femmes.

## Pouvoir législatif
L'Assemblée nationale comprend 65 membres, élus pour cinq ans au scrutin proportionnel de liste dans cinq circonscriptions plurinominales de 3 à 35 sièges en fonction de leur population.

## Pouvoir judiciaire
Le pouvoir judiciaire est contrôlé par la Cour suprême et le Conseil constitutionnel dont les juges sont nommés par le président.

## Partis politiques et élections

### Partis politiques (par ordre alphabétique) et leaders
- Alliance républicaine pour le développement (ARD)
- Centre des démocrates unifiés (CDU)- Omar Elmi Farah
- Front pour la restauration de l’unité et la démocratie (FRUD) – Ali Mohamed Daoud
- Mouvement pour la démocratie et la liberté (Model)
- Mouvement pour le renouveau démocratique et le développement (MRD) – Daher Ahmed Farah
- Parti djiboutien pour le développement (PDD) Mohamed Daoud Chehem
- Parti national démocratique (PND) – Abdourahman Mohamed Allaleh
- Parti populaire social démocrate (PPSD) – Moumin Bahdon Farah
- Rassemblement pour l'action de développement et la démocratie (RADD)
- Rassemblement populaire pour le progrès (RPP) - Ismail Omar Guelleh
- Union pour la démocratie et la justice (UDJ) – Ismail Guedi Hared

### Unions
En 2005, plusieurs partis s'unissent en vue de l’élection présidentielle pour former deux grands blocs politiques :
- Union pour la majorité présidentielle (UMP), composée du Rassemblement populaire pour le progrès (RPP), du Parti populaire social-démocrate (PPSD), du Parti national démocratique (PND) et du Front pour la restauration de l’unité et la démocratie (FRUD).
- Union pour l'alternance démocratique (UAD), composée de l'Alliance républicaine pour le développement (ARD), du Mouvement pour le renouveau démocratique (MRD) et de l'Union pour la démocratie et la justice (UDJ).

En 2013, deux coalitions concourent au suffrage des électeurs lors des élections législatives :
- à nouveau l'Union pour la majorité présidentielle (UMP), sans le PND;
- et l'Union pour le salut national (USN), composée du Mouvement pour le renouveau démocratique et le développement (MRD), du Mouvement pour la démocratie et la liberté (Model), de l'Alliance républicaine pour le développement (ARD), de l'Union pour la démocratie et la justice (UDJ), du Parti national démocratique (PND), du Parti djiboutien pour le développement (PDD) et du Rassemblement pour l'action de développement et la démocratie (RADD). Le Centre des démocrates unifiés (CDU), qui s'est présenté seul, a ensuite rejoint l'USN.

Malgré la présence de partis alternatifs au camp présidentiel et à l'existence de coalitions, le pays n'a connu aucune alternance politique depuis son indépendance. L'essentiel du pouvoir est détenu par une même famille : l'actuel président, Ismaïl Omar Guelleh, est le neveu de son prédécesseur, Hassan Gouled Aptidon.